# Bunuri mobile din domeniul arheologie clasate în patrimoniul cultural național al României aflate în județul Dâmbovița
Acestă listă conține bunurile mobile din domeniul arheologie clasate în Patrimoniul cultural național al României aflate la momentul clasării în județul Dâmbovița.

## Tezaur
| Foto | Informații generale                   | Detalii tehnice | Descriere | Deținător                                                | Legături |
| ---- | ------------------------------------- | --- | --- | -------------------------------------------------------- | -------- |
|      | Pandantiv                             | Datare: Nivelul arheologic din care provine piesa a fost datat prin C14 și termoluminiscență Descoperit: jud. NEAMȚ, Piatra Neamț, Poiana Cireșului Material: canin de lup perforat                                                                                             | Pandantivul a fost descoperit în nivelul Gravetian I din Poiana Cireșului- Piatra Neamț, nivel pentru care s-au făcut numeroase datări absolute și este încadrat între 19.459+- 96 B.P. (ER 12.162) (23.24 ka) și 20.154+-97B.P. (ER 12.163) (24.096 ka). Obiectul de podoabă este perforat și a fost realizat dintr-un canin de lup matur (Canis lupus). Pandantivul reprezintă un profil curbat, cu marginile convex-concave. Perforarea s-a făcut unipolar spre vârful rădăcinii, după amenajarea suprafeței prin gratage. Este singurul pandantiv din canin de lup descoperit în Paleoliticul Superior din România. Piesa este întreagă, dar prezintă slabe crăpături, ceea ce a impus o ușoară consolidare. | Complexul Național Muzeal „Curtea Domnească”, Târgoviște | Cimec    |
|      | Pandantiv gravat                      | Datare: Nivelul arheologic din care provine piesa a fost datat prin C14. Descoperit: jud. GORJ, com. PEȘTIȘANI, Boroșteni, Peștera Cioarei Material: Pandantiv din piatra (gresie marnoasă puternic silicifiată) gravat prin incizii paralele                                   | Pandantivul este realizat din piatră (gresie marnoasă puternic silicifiată). A fost descoperit în nivelul Gravetian din peștera Cioarei de la Boroșteni, datările absolute încadrând descoperirea între 25.900 +- 120 B.P. (GrN-15051) și 23570 +- 230 B.P. (GrN-15050), ceea ce înseamnă că piesa se înscrie printre cele mai vechi descoperiri de obiecte de podoabă aparținând paleoliticului superior din România. Morfologia generală a pandantivului este triunghiulară (cu laturile 53 mm, 49 mm, 17,5 mm), cu unghiurile rotunjite și un profil ușor curbat. Partea proximală de la nivelul perforației are marginile biconvexe cu o extremitate concavă, iar cea distală are marginile convexe rectilinii cu extremitatea ușor ascuțită. La nivel mezial, secțiunea este convex- concavă. Perforația este unipolară și are un diametru cuprins între 5,26-5,63 mm. A fost decorat cu 16 incizii paralele, unele fiind înclinate, în forma literei V simetric. Inciziile formează un registru particular, foarte estetic.                        | Complexul Național Muzeal „Curtea Domnească”, Târgoviște | Cimec    |
|      | Pandantiv                             | Datare: Nivelul arheologic din care provine piesa a fost datat prin C14 , v\rstele fiind necalibrate Descoperit: jud. GORJ, com. PEȘTIȘANI, Peștera Cioarei Material: Suportul care st[ la baza realizării pandantivului este un incisiv de Ursus spelaeus care a fost perforat | Pandantivul a fost descoperit la nivelul Gravetian din peștera Cioarei de la Boroșteni, datările absolute încadrând descoperirea între 25.900 +- 120 B.P. (GrN-15051) și 23.570 (GrN -15050), ceea ce înseamnă că piesa se înscrie printre cele mai vechi descoperiri de obiecte de podoabă aparținând paleoliticului superior din România. Suportul pandantivului l-a constituit un incisiv al unui exemplar tânăr de Ursus spelaeus. Este perforat bipolar în partea mezială, ușor spre vârful dintelui. Perforația reprezintă singura acțiune antropică asupra dintelui, ceea ce conferă acestuia rolul de pandantiv. Este singurul pandantiv din incisiv de urs descoperit în paleoliticul superior din România. | Complexul Național Muzeal „Curtea Domnească”, Târgoviște | Cimec    |
|      | Figurină zoomorfă                     | Datare: sec. II Î.Hr.- I d.Hr Descoperit: jud. DÂMBOVIȚA, com. IEDERA, Iedera de Jos, Dealul Cetățuia Material: bronz turnat, martelat, cizelat | Figurină zoomorfă din bronz, de mici dimensiuni, reprezentând un patruped. Capul este realizat naturalist, cu urechi rotunjite și un bot prelung cu gura deschisă, corpul este schematic, picioarele scurte, fără coadă. | Complexul Național Muzeal „Curtea Domnească”, Târgoviște | Cimec    |
|      | Pandantiv-figurină zoomorfă din Bronz | Datare: Sec. II- I d.Hr. Descoperit: jud. DÂMBOVIȚA, com. IEDERA, IEDERA DE JOS, Dealul Cetățuia Material: bronz turnat, martelat, cizelat | Figurină zoomorfă din bronz, de mici dimensiuni reprezentând schematic un patruped. Capul este realizat schematic, condurându-se doar urechile mici, gâtul înalt, picioarele scurte, subțiri. Animalul nu are figurată coada, dar elementul de pe spatele figurinei, un nit conic, ar putea reprezenta o șa, iar animalul ar fi un cal sau ar putea fi o parte dintr-un anou a figurinei. | Complexul Național Muzeal „Curtea Domnească”, Târgoviște | Cimec    |
|      | Cahlă-placă cu oștean                 | Datare: a doua jumătate a secolului XVII Descoperit: jud. DÂMBOVIȚA, TÂRGOVIȘTE, Suseni, str. Calea Domnească, nr. 173 Material: lut turnat, pictură, ardere în cuptor, smălțuire și reardere                                                                                   | Cahlă placă smălțuită cu verde oliv reprezentând în relief un oștean arcaș, îmbrăcat în dulamă încheiată pe piept cu găitane de fir, produse în Transilvania, cu aripi înalte la spate iar pe cap poartă un coif după moda ungurească, ecvestru, orientat spre dreapta, ținând în mână o suliță cu flamură. Conform studiilor efectuate asupra veșmintelor medievale (A. Alexianu, 1987) era la modă în Țările Române îmbrăcămintea în stilul husarilor leșești sau maghiari, în componența căreia existau pene lungi și împestrițate ca niște aripi de vultur, dar a căror origine era orientală, scopul fiind să insufle frică. Putem presupune că oșteanul reprezentat, având în vedere faptul că această iconografie apare doar la Târgoviște, era din armata munteană. În partea superioară este trecut cu caractere arabe stilizate anul 1640, anul producerii cahlei. Conform autorului săpăturii ar mai fi fost găsită în același context încă o piesă de acest fel, fragmentară. Piesa este foarte îngrijit lucrată, cu atenție pentru detalii. | Complexul Național Muzeal „Curtea Domnească”, Târgoviște | Cimec    |
|      | Sârmă                                 | Datare: a doua jum. a mil. V - prima treime a mileniului IV îen | Sârmă de aur cu secțiune circulară, cu diametru neregulat, îndoită în două părți aproximativ egale. | Complexul Național Muzeal „Curtea Domnească”, Târgoviște | Cimec    |